# Lovesongs (They Kill Me)
Pour les articles homonymes, voir Love Songs.
Singles de Cinema Bizarre
Escape To The Stars
(2007)
Lovesongs (They Kill Me) est le premier single du groupe allemand Cinema Bizarre, ainsi que le premier extrait de leur premier album Final Attraction. Ce single est présent sous plusieurs versions, et est sorti le 14 septembre 2007 en Allemagne et le 7 avril 2008 en France.

## L'Album
Le vinyle sorti en novembre 2007, est une édition limitée rare, car peu d'exemplaires ont été tirés. La pochette est blanche, avec écrit en rouge Style Is War, un des slogans du groupe. Il comporte trois chansons, qui sont trois remixes de Lovesongs, dont un inédit ne pouvant être trouvé que sur celui-ci (Northern Lite Remix).
Le 17 mars 2009 sort un nouveau single Limited Edition - 2 Track uniquement aux États-Unis. Le sticker présent sur la couverture laisse croire que cette sortie est un EP (LIMITED EDITION 2 songs EP from the Germany's latest Export). Ce single est sorti chez Cherrytree Records.
Lovesongs (They Kill Me) est le seul single de Cinema Bizarre à être sorti ailleurs qu'en Allemagne.

## Titres
Lovesongs (They Kill Me)
- Lovesongs (They Kill Me) (2-Track) (14 septembre 2007)

1. Lovesongs (They Kill Me) (Album Version) - 3:42
2. Lovesongs (They Kill Me) (Eyeland Remix) - 3:29

- Lovesongs (They Kill Me) (Maxi-Single Enhanced Version) (14 septembre 2007)

1. Lovesongs (They Kill Me) (Album Version) - 3:42
2. She Waits For Me - 3:14
3. Lovesongs (They Kill Me) (Kyau & Albert Remix) - 6:36
4. Lovesongs (They Kill Me) (Instrumental) - 3:44

- Lovesongs (They Kill Me) (Vinyl 12') (novembre 2007)

1. A1 - Lovesongs (They Kill Me) (Northern Lite Remix) - 5:22
2. A2 - Lovesongs (They Kill Me) (IAMX Remix) - 4:56
3. B1 - Lovesongs (They Kill Me) (Kyau & Albert Remix) - 6:36

- Lovesongs (They Kill Me) (Maxi-Single Cardboard Sleeve) (8 avril 2008)

1. Lovesongs (They Kill Me) (Album Version) - 3:46
2. Lovesongs (They Kill Me) (Hot Like Me, Freak Like Me Club Mix) - 6:19
3. Lovesongs (They Kill Me) (Extended Remix) - 6:43
4. Lovesongs (They Kill Me) (IAMX Remix) - 4:25

Single spécial pour les États-Unis
- Lovesongs (They Kill Me) (Limited Edition - 2 Track Single) (17 mars 2009)

1. Lovesongs (They Kill Me) - 3:44
2. Escape To The Stars (Rough Edge Remix) - 4:13

## Classement des ventes
| Année | Classement                | Meilleure position |
| ----- | ------------------------- | ------------------ |
| 2007  | Allemagne Singles Top 100 | 9                  |
| 2007  | Autriche Singles Top 75   | 32                 |
| 2008  | France Singles Top 100    | 28                 |